# Plaça del Castell (Reus)
La Plaça del Castell és una plaça a la ciutat de Reus (Baix Camp) inclosa en l'Inventari del Patrimoni Arquitectònic de Catalunya. Els elements més importants són el Portal Nou de l'Església Prioral de Sant Pere, les restes de l'antic castell (que es conserven integrades a un nou edifici), i al nord i a ponent, les úniques edificacions porticades de la plaça.
Plaça de planta rectangular, amb edificis que conserven el pla de la façana, que tenen obertures rectangulars, i, en el cas dels balcons, tenen balustres de ferro. Els murs estan totalment arrebossats o estucats. La tipologia del conjunt d'edificis és bastant unitària, on un petit nombre de plantes baixes són botigues. La resta, igual que tots els pisos, són habitatges. L'altura màxima dels edificis no sobrepassa els tres pisos. En general no hi ha ornamentació a les façanes.

## Història
La Plaça del Castell és l'espai urbà situat en el cor de la ciutat, amb accés des del Mercadal pel carrer del Castell i des del carrer de la Mar pel de Santa Maria. Aquí s'inicià el primer nucli de població desenvolupat a les darreries del segle xii, en la segona etapa de la Reconquesta, al començar la colonització del camp. Havia estat, en part, el pati de l'antic castell. El primer document referendant aquest pati és de finals del segle xv. Es devia començar a urbanitzar durant el primer quart del segle xvii, quan el capítol dels canonges de Tarragona, propietaris del castell, van anar desprenent-se de les terres que havien estat de la fortalesa. Referències del segle xix indiquen que els dilluns s'hi celebrava el mercat dels grans.